# Elisha Clark
Elisha Clark (* 12. September 1752 in Norwich; † 12. Dezember 1838 in Tinmouth, Vermont) war ein Vermonter Veteran der Amerikanischen Revolution und Politiker, der von 1790 bis 1797 der erste State Auditor von Vermont war.

## Leben
Clark war Sohn von Nathan Clark and Abigail Satterlee.
Während der Revolution diente er als Sergeant unter Seth Warner bei den Green Mountain Boys und als Adjutant des Colonels Samuel Herrick in der Vermonter Miliz. Auch diente er als Kommissar und Stellvertretender Kommissar.
Er ließ sich in Tinmouth, Vermont nieder und hatte dort verschiedene Ämter in der örtlichen Verwaltung inne, unter anderem war er Friedensrichter. Für das Rutland County war er von 1784 bis 1803 als Richter im Nachlassgericht tätig. Er war der erste State Auditor auch genannt Auditor of Accounts von Vermont. Dieses Amt hatte er von 1790 bis 1797 inne.
Elisha Clark war in erster Ehe mit Mary Stuart verheiratet, das Paar hatte vier Kinder, in zweiter Ehe mit Betsey Jewell, aus dieser Ehe stammte ein Sohn und in dritter Ehe mit Edna Mattocks. Aus dieser Ehe stammten sechs Kinder.
Clark starb 1838 in Tinmouth. Sein Grab befindet sich auf dem Tinmouth’s Noble Family Cemetery.